# Tomopterna krugerensis
Tomopterna krugerensis е вид жаба от семейство Pyxicephalidae. Видът не е застрашен от изчезване.

## Разпространение
Разпространен е в Ангола, Ботсвана, Зимбабве, Мозамбик, Намибия, Свазиленд и Южна Африка.